# 安東尼·烏爾里希

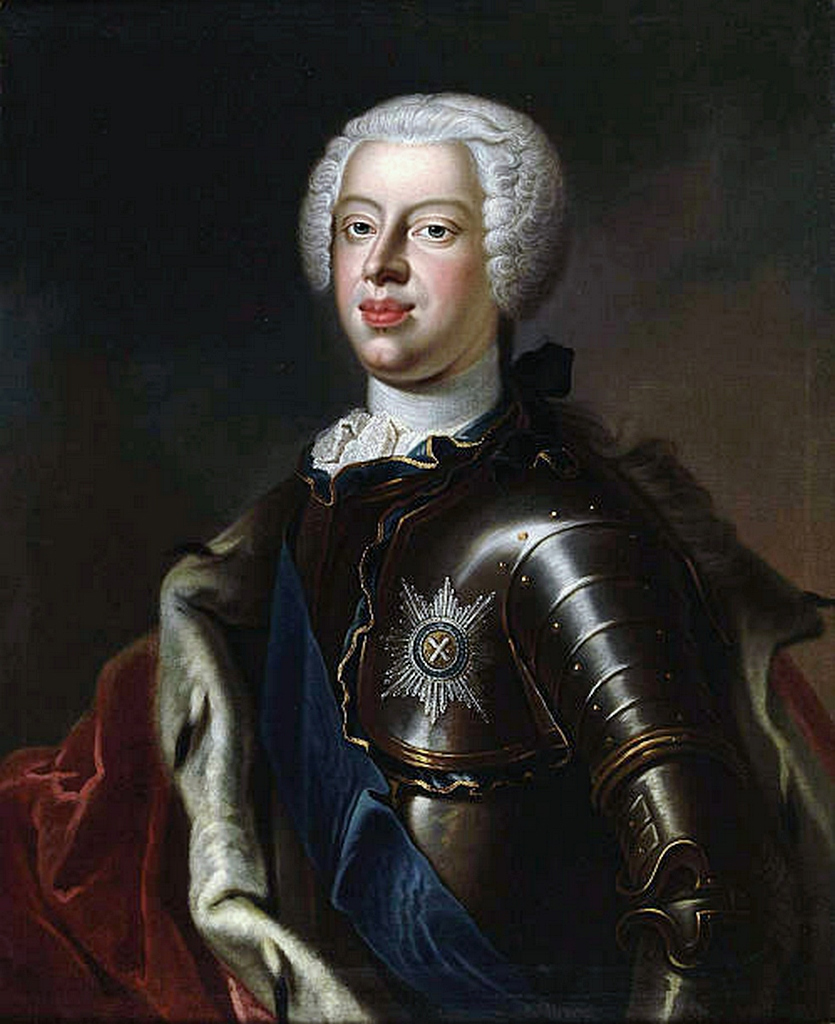

安東尼·烏爾里希（德語：Anton Ulrich，1714年8月28日—1774年5月4日），布伦瑞克-吕讷堡公爵，曾擔任俄罗斯帝国军队的大元帅。不倫瑞克-沃爾芬比特爾公爵斐迪南·阿爾布雷希特二世与安東妮·阿瑪莉埃的次子，普鲁士国王腓特烈二世的外甥，俄国皇帝彼得二世和奥地利女大公玛丽亚·特蕾西亚的表弟。1739年娶俄国沙皇伊凡五世的外孙女安娜·利奧波多芙娜为妻。1740年8月，夫妻二人的长子伊凡出生，被女皇安娜·伊凡诺夫娜立为皇位继承人。同年10月，安娜女皇去世，伊凡即位，是为伊凡六世，由安娜女皇的情妇恩斯特-约翰·比隆摄政，不久后被安东尼夫妇推翻，由安娜·利奥波多芙娜摄政，安东尼被册封为大元帅。
1741年12月，彼得大帝的女儿伊丽莎白·彼得罗芙娜发动宫廷政变，推翻伊凡六世，登基称帝，将小皇帝一家流放。安东尼夫妇与刚出生的女儿葉卡捷琳娜被囚禁在阿尔汉格尔斯克省的霍爾莫戈雷，夫妇二人在囚禁中又生下了三名子女，安娜在最后一次分娩中死于产褥热。
1764年，安东尼的长子伊凡在什利謝利堡死于一次失败的营救行动，叶卡捷琳娜二世提出放安东尼回国，但孩子们必须留在俄罗斯，但后者不愿意离开孩子们。1774年5月4日，已在囚禁中度过了30多年的安东尼·乌尔里希在霍尔莫戈雷去世，享年60岁，其四名子女最终得到释放，由他们的姑姑、丹麦王太后朱莉安娜·玛丽亚看管。
安东尼·乌尔里希与妻子共有3子2女，都没有留下后代：
1. 伊凡（1740年—1764年），1740年至1741年被立為俄羅斯沙皇（稱伊凡六世）
2. 葉卡捷琳娜（1741年—1807年）
3. 叶丽萨维塔（英语：Elizabeth Antonovna of Brunswick）（1743年—1782年）
4. 彼得（英语：Peter Antonovich of Brunswick）（1745年—1798年）
5. 阿列克謝（英语：Alexei Antonovich of Brunswick）（1746年—1787年）